# 五權西路
五權西路為臺灣臺中市的重要東西向聯外道路之一，大致呈東西向。東起五權路，西抵龍井區向上路五段（特三號道路）及中蔗路。其中永春東七路以西為縣道136號的一部分。

## 分段
（由東至西）
- 一段：五權路及五權南路─精誠路
- 二段：精誠路－環中路
- 三段：環中路─龍井區向上路（特三號道路）及中蔗路

## 車道配置
- 五權路─忠明南路：雙向四車道並設置中央綠化安全島
- 忠明南路─工業區十八路：雙向六車道，並設置中央綠化安全島
- 工業區十八路─工業區二十八路：東向單車道；西向二車道
- 工業區二十八路─工業區三十七路：雙向兩車道
- 工業區三十七路─龍井區向上路：雙向四車道 並設置中央安全島

## 本道路客運
臺中市公車
- 本表更新時間為2021年11月15日。

| 編號 | 業者                       | 路線                           | 行駛區間                        |
| ---- | -------------------------- | ------------------------------ | ------------------------------- |
| 11   | 台中客運 豐原客運 全航客運 | 臺中火車站環線                 | 五權路－美村路                  |
| 40   | 中鹿客運                   | 干城－中台新村                 | 文心路－五權路                  |
| 48   | 豐榮客運                   | 興大附農－嶺東科技大學         | 嶺東路－工業區二十八路          |
| 49   | 台中客運                   | 老虎城－台中工業區             | 工業區二十二路－工業區二十八路  |
| 56   | 統聯客運                   | 干城－新烏日車站               | 五權路－忠勇路                  |
| 71   | 台中客運                   | 臺中洲際球場－植物園           | 五權路－美村路                  |
| 75   | 統聯客運                   | 臺中榮總－一江橋               | 五權路－黎明路                  |
| 89   | 中鹿客運                   | 嶺東科技大學－東門橋           | 五權南路－美村路 黎明路－忠勇路 |
| 159  | 統聯客運                   | 高鐵臺中站－台中公園           | 忠明南路－文心路                |
| 290  | 台中客運                   | 干城站－童綜合醫院（梧棲院區） | 忠勇路－中蔗路                  |
| 351  | 統聯客運                   | 統聯轉運站－臺中工業區         | 工業區二十一路－工業區二十八路  |

- 159路公車為高鐵快捷公車，為原1658路，僅可搭乘至高鐵臺中站，2013年3月1日起開放各站上下車。

## 沿線設施
（由東至西）
| | | |
| 一段 五權路、五權南路 - 臺中市大墩文化中心 - 國立台灣美術館 - 美術館園道 美村路一段 - 忠信市場 忠明南路 - 縱橫天下大樓（257號） - 兆豐國際商業銀行南台中分行（257號1樓） - 中臺灣廣播電台（257號9樓之3） 麻園頭溪 | 二段 精誠路 - 肯德基五權西餐廳（961號） 東興路二段 - 友仁醫院 - 麥當勞五權西店 文心路一段 - 台中捷運綠線南屯站 向心路 - 新光銀行南屯分行 南屯溪 - 星巴克五權惠中門市（658號） - 國泰世華銀行文心分行 - 第一銀行南屯分行 - 台中商銀南屯分行 - 玉山銀行南屯分行 黎明路一段、二段 楓樹腳溪 向上路三段（台中生活圈特三號道路） | 三段 - 台中天目城（原 文心玉市） 環中路三段、四段 7 南屯二中彰快速道路 - 台中魚市場（哈魚碼頭） 筏子溪 台灣高鐵 181 南屯國道一號（中山高速公路）南屯交流道 忠勇路 - 台中工業區 - 台中市精密機械科技創新園區 向上路五段（台中生活圈特三號道路） |